# Jack Crawford
Jack Crawford, nome completo John Herbert Crawford (Urangeline, 22 marzo 1908 – Sydney, 10 settembre 1991), è stato un tennista australiano.
Fu attivo negli anni 1930 conquistò svariati tornei, ma viene ricordato soprattutto per aver sfiorato il Grande Slam nel 1933.
In quella stagione vinse gli Australian Championships, gli Internazionali di Francia e Wimbledon. Nella finale degli U.S. National Championships stava conducendo per due set ad uno contro il britannico Fred Perry quando, a causa dell'asma di cui soffriva e del caldo afoso di Long Island, si trovò privo di energie fino a perdere il match, nonché l'opportunità di entrare nella storia, per 3–6, 13–11, 6–4, 0–6, 1–6.
Crawford aveva l'abitudine di bere del whiskey durante le pause, quando le partite cominciavano a farsi delicate.
Nel 1979 l'ex tennista Jack Kramer incluse Crawford nella propria lista dei 21 giocatori più forti di tutti i tempi, nello stesso anno venne introdotto nella International Tennis Hall of Fame di Newport, Rhode Island.
In carriera conquistò un totale di diciotto Slam, in Australia ne ha vinti quattro in singolare e due a testa tra doppio e doppio misto mentre a Parigi e Londra ha vinto un titolo in ognuna delle tre specialità. Lo Slam americano è l'unico a non aver dato soddisfazioni a Crawford con l'unica finale giocata, e persa, nel 1933. Ha detenuto per oltre cinquant'anni il record di sette finali Slam consecutive, superato poi da Roger Federer.
In Coppa Davis ha giocato cinquantasette match con la squadra australiana vincendone trentasei.

## Finali nei tornei del Grande Slam

### Singolare

#### Vittorie (6)
| Anno | Torneo                       | Avversario in finale | Punteggio                |
| 1931 | Australian Championships     | Harry Hopman         | 6–4, 6–2, 2–6, 6–1       |
| 1932 | Australian Championships (2) | Harry Hopman         | 4–6, 6–3, 3–6, 6–3, 6–1  |
| 1933 | Australian Championships (3) | Keith Gledhill       | 2–6, 7–5, 6–3, 6–2       |
| 1933 | Internazionali di Francia    | Henri Cochet         | 8–6, 6–1, 6–3            |
| 1933 | Torneo di Wimbledon          | Ellsworth Vines      | 4–6, 11–9, 6–2, 2–6, 6–4 |
| 1935 | Australian Championships (4) | Fred Perry           | 2–6, 6–4, 6–4, 6–4       |

#### Finali perse (6)
| Anno | Torneo                       | Avversario in finale | Punteggio                 |
| 1933 | U.S. National Championships  | Fred Perry           | 3–6, 13–11, 6–4, 0–6, 1–6 |
| 1934 | Australian Championships     | Fred Perry           | 3–6, 5–7, 1–6             |
| 1934 | Internazionali di Francia    | Gottfried von Cramm  | 4–6, 9–7, 6–3, 5–7, 3–6   |
| 1934 | Torneo di Wimbledon          | Fred Perry           | 3–6, 0–6, 5–7             |
| 1936 | Australian Championships (2) | Adrian Quist         | 2–6, 3–6, 6–4, 6–3, 7–9   |
| 1940 | Australian Championships (3) | Adrian Quist         | 3–6, 1–6, 2–6             |